# Dumitru Bagdasar
Dumitru Bagdasar (sau Dimitrie Bagdasar, n. 17 decembrie 1893, Roșiești, România – d. 16 iulie 1946, București, România) a fost un medic neurochirurg român, profesor la Facultatea de Medicină din București, care a pus bazele școlii românești de neurochirurgie.
A fost căsătorit cu Florica Bagdasar, prima femeie ministru din România.

## Studii
Dumitru Bagdasar s-a născut într-o familie armeană de țărani răzeși cu mulți copii.
A fost cel mai mare dintre băieți. Înzestrat cu o deosebită sete de învățătură și o putere de muncă prodigioasă el a fost un elev strălucit, începând încă din școala primară pe care a urmat-o în Idricii de Sus.
Distanța de câțiva kilometri dintre casa părintească din Roșiești și școala din Idricii de Sus, o parcurgea pe jos de două ori pe zi, adeseori pe întuneric, înfruntând intemperiile vremii.
A urmat apoi cursurile Liceului "Gh. Roșca Codreanu" din Bârlad (absolvent al secției moderne, promoția 1913).
În 1913 se înscrie la Facultatea de Medicină din București, pe care o frecventează cu mari greutăți materiale, fiind nevoit să-și câștige singur existența.
La sfârșitul anului III de facultate se angajează la Institutul Medico-Militar sperând să rezolve "problema financiară". Intervine Primul Război Mondial, este mobilizat și trimis pe front ca medic militar, unde se îmbolnăvește de tifos exantematic.
Demobilizat în 1918, își continuă studiile medicale până în 1922 când obține titlul de Doctor în Medicină cu teza "Contribuțiuni la studiul sindromului parkinsonian postencefalitic".
Se orientează către Neurologie la clinica marelui neurolog, Dr. Gheorghe Marinescu.
După absolvire devine medic secundar la Spitalul Militar unde, în anii 1922–1926 acumulează vaste cunoștințe de Neurologie și Chirurgie Generală la secția Neurologie condusă de Dr. Dimitrie Noica, respectiv secția Chirurgie condusă de Dr. Mihail Butoianu.
Frecventează de asemenea Laboratorul Catedrei de Histologie – pe atunci sub conducerea Dr. Ștefan Besnea – și Anatomie patologică București.
În 1927 își dă demisia din armată, se căsătorește cu Dr. Florica Ciumetti (se cunoscuseră ca mediciniști). În loc de călătorie de nuntă, cu resurse foarte modeste, pleacă împreună la specializare în America, la Boston. Aici, în anii 1927-1929, Dumitru Bagdasar se specializează în Neurochirurgie la vestita clinică Peter Bent Brigham a Dr. Harvey Cushing, pionierul mondial al neurochirurgiei moderne. Împreună cu Dr. Percival Bailey, publică două lucrări privind "Tratamentul gomelor cerebrale" și "Cordoblastoamele intracraniene".

## Activitate profesională
Întorși în țară în 1929, Doctorii Dumitru și Florica Bagdasar întâmpină greutăți din partea oficialităților și sunt repartizați la periferia țării.
Primele intervenții neurochirurgicale, Dr. Dumitru Bagdasar le realizează, în condiții improvizate, precare, în Spitalul din Jimbolia (1929-1931), apoi în Spitalul de Boli Nervoase din Cernăuți (1931-1933). 
În 1933, exasperat de anumite șicane total nemeritate, își dă demisia de la Spitalul din Cernăuți și, împreună cu soția sa, se întoarce la București.
Aici continuă să facă intervenții neurochirurgicale la Spitalul de Urgență, ca și la alte spitale: în mod improvizat, aducându-și propria trusă cu instrumente chirurgicale și recrutând de fiecare dată personalul de care avea nevoie în sala de operație.
În toată această perioadă de pionierat el a avut în soția lui un sprijin indispensabil: ea a fost aceea care l-a secundat în sala de operație și i-a fost constant alături.
Cu sprijinul profesorilor Ion Iacobovici, Nicolae Minovici și al devotatului său prieten, marele histolog Ion T. Niculescu, obține, prin concurs, în 1935, înființarea unui mic serviciu de neurochirurgie, cu zece paturi și o singură sală operatorie, în Spitalul Central de Boli Nervoase și Mintale din București. Acesta a devenit nucleul viitoarei Clinici de Neurochirurgie a Facultății de Medicină, de unde se va dezvolta școala românească de neurochirurgie.
Aici și-a format în sfârșit propria echipă de neurochirurgie, așa-numita echipă de aur, care în primii ani a constat din: doctorii Constantin Arseni, Ion Ionescu și Sofia Ionescu-Ogrezeanu.
Aceasta din urmă a devenit prima femeie neurochirurg din România și, se pare, din lume. Dr. Dumitru Bagdasar a continuat să viziteze Laboratorul de Histologie al Dr. Ion T. Niculescu, aducând în fiecare săptămână, în numeroase borcănele, secțiuni din tumorile operate.
Faima Dr. Dumitru Bagdasar se răspândea treptat în sud-estul Europei și în străinătate.
La clinica sa, se internau bolnavi din Ungaria, Bulgaria, Palestina.
Între 1931 – 1941 a efectuat 1800 de operații pe sistemul nervos.
În 1939 a participat la Congresul Național de Chirurgie din București.
Dumitru Bagdasar a avut o intensă activitate științifică, aducând contribuții originale în domeniul cordotomiilor spinale, tuberculoamelor cerebrale și patologiei tumorale a măduvei spinării.
Împreună cu State Drăgănescu și Constantin Arseni, a dezvoltat o metodă originală de tratament al craniostenozelor.
În calitate de Ministru al Sănătății a creat Institutul de Endocrinologie București.
Între anii 1945 – 46 a fost profesor de Neurochirurgie la Facultatea de Medicină din Capitală.
Academia Română îl alege membru post-mortem (1948), iar în anul 1956 Clinica de neurologie a Spitalului primește numele savantului.
A condus clinica sa cu metodă și ordine, cu focul pasiunii sale profesionale; avea respect pentru valoarea oamenilor, era mândru și demn.
Celor peste 50 de articole de specialitate li se adaugă teza de doctorat.
Întreaga sa activitate operatorie și de cercetare și-a găsit sinteza în volumul redactat împreună cu Constantin Arseni (traducere în limba franceză de dr. Maria Niculescu, soția dr. Ion T. Niculescu ), "Traité de Neurochirurgie", apărut postum în 1951 la Editura Academiei Române.

## Activitate politică
Una din preocupările sale de bază au fost, de-a-lungul vieții, problemele sociale.
Încă din copilărie și adolescență el era acut conștient de starea precară a țăranului moldovean: subnutriția, mortalitatea infantilă astronomică, analfabetismul, lipsa de igienă și asistență medicală.
Așa se face că a devenit  om cu vederi politice de stânga încă din tinerețe, a colaborat la "Ajutorul Roșu", ajutând pe  antifasciștii  din ilegalitate, apărându-i în procese, a făcut parte activă din conducerea "Uniunii Patrioților din anul 1942, apoi a "Partidului Național Popular", a "Apărării Patriotice".
În aprilie 1944 a fost unul din inițiatorii manifestului intelectualilor adresat mareșalului Antonescu, prin care se cerea ieșirea din război a României.
A fost de asemenea unul din inițiatorii ARLUS-ului.
La 6 martie 1945 a fost numit Ministrul Sănătății în guvernul dr. Petru Groza.
În această calitate a creat 60 de circumscripții rurale noi, sanatorii, 100 de case de nașteri la țară, a dirijat campanii împotriva tifosului exantematic, a febrei tifoide, a febrei recurente.
La 16 iulie 1946 încetează din viață.
O placă memorială situată pe imobilul din Strada Speranței 13, București, Sectorul 2, reamintește că aici au locuit dr. Dumitru Bagdasar și dr. Florica Bagdasar.

## Lucrări publicate
- Traité de neurochirurgie – D. Bagdasar  în colaborare cu C. Arseni, 601 pagini, Editura Academiei Republicii Populare Române, 1951  (traducere în limba franceză de Dr. Maria Niculescu)